# Trubčevsk
Trubčevsk è una città della Russia europea sudoccidentale (Oblast' di Brjansk), situata sul fiume Desna nei pressi della confluenza in esso dell'affluente Nerussa, 94 km a sud del capoluogo Brjansk; dipende amministrativamente dal Trubčevskij rajon, del quale è anche capoluogo.

## Società

### Evoluzione demografica
Fonte: mojgorod.ru
- 1897: 6.900
- 1926: 11.100
- 1939: 8.300
- 1970: 12.100
- 1989: 16.300
- 2007: 15.700